# Rosalie Poe
Rosalie Mackenzie Poe (Norfolk, Virginia, ¿20 de diciembre de 1810? - Washington D. C., 21 de julio de 1874) fue una poetisa estadounidense, hermana menor del escritor gótico estadounidense Edgar Allan Poe.

## Primeros años
Tradicionalmente se cree que Rosalie Poe nació en diciembre de 1810, aunque no se ha conservado ningún documento que lo certifique, en Norfolk, Virginia, donde su madre estaba actuando. Sus padres David y Eliza Poe eran actores de teatro ambulantes. En julio, su padre había abandonado a su esposa e hijos. Su madre, tras dar a luz, contrató a una anciana galesa como niñera para poder seguir actuando. Tiempo después, la señora McKenzie aseguró que esta suministraba a los pequeños Edgar y Rosalie pan empapado en ginebra, creyendo que estarían sanos y fuertes, o en láudano, cuando quería que estuvieran tranquilos. Ella creía que este infame régimen fue el origen del carácter nervioso y sensibilidad al alcohol que luego ambos presentaron de adultos, más acusado en Rosalie por haberlo sufrido desde sus primeros días de vida. Un simple vaso de vino en la cena le provocaba un sopor del que despertaba con irritabilidad, dolor de cabeza y depresión que duraba días, exactamente los mismos síntomas que también ante un poco de alcohol sufría Edgar. La señora McKenzie, madre adoptiva de Rosalie, también dijo que compartía con él su aprecio por la música y la sonoridad, una de las características principales en la obra del autor. Rosalie tocaba el piano y el suyo se conserva en el Museo Poe de Richmond junto a otros objetos y artículos que pertenecieron al escritor, familiares y conocidos.
Ambos niños estaban presentes cuando su madre murió por neumonía o tuberculosis en diciembre de 1811 y luego cada uno fue adoptado por una rica familia de Richmond, ciudad donde se encontraban entonces; Edgar por los Allan, que no tenían hijos, y Rosalie por los McKenzie, con una fortuna algo menor y varios hijos. Ello permitió a ambos una infancia cómoda y el acceso a la mejor educación de la época. Rosalie estudió en una prestigiosa escuela para señoritas en Richmond, cuya directora era una hermana de William McKenzie, su padre adoptivo.
Rosalie Poe aseguró en una carta a John Ingram no haber sabido que tenía hermanos hasta que fue una niña crecida, a pesar de que Edgar vivía en la misma ciudad y los Allan y los McKenzie eran amigos. Sarah Helen Whitman, prometida de Edgar en su último año de vida, declaró que el mismo autor le dijo que su relación con Rosalie siempre fue «fría y distante». Esto parece confirmarlo una carta de María Clemm a Neilson Poe poco después de la muerte de Edgar en la que expresa su deseo de que le enviaran «el baúl de mi querido Eddie», así como su indignación ante los intentos de Rosalie de quedarse el poco patrimonio que le quedaba: «¿Qué derecho tiene Rose a algo que le pertenezca? Ni siquiera le ha escrito en más de dos años, y ella nunca ha hecho nada por él, excepto hablar mal (...)». La biógrafa Susan Archer Weiss aseguró más tarde que durante su última estancia en Richmond, antes de su muerte, Edgar trató con su hermana y ambos acercaron posiciones como nunca hasta entonces, recordando Rosalie como paseando juntos, su despreocupación por la moda avergonzaba a Edgar, siempre elegante.
Su tía María Clemm nunca la toleró y no la consideraba hija de su hermano David. Siempre hubo rumores al respecto, aunque estos, infundados o no, eran habituales entre las actrices jóvenes y hermosas como Eliza Poe. Durante una discusión, John Allan, su padre adoptivo, no dudó en contarlo al joven Edgar, diciendo que esa era la razón del abandono de David de su esposa y que Rosalie era solo su medio hermana, fruto de ese adulterio. Una posibilidad que desde entonces atormentó al escritor.

## Últimos años
La gran mayoría de las descripciones la retratan aburrida, de mal carácter y con una conducta infantil que hizo que algunos consideraran que padecía un leve retraso mental. Nunca se casó y vivió una vida acomodada y tranquila en el hogar de los McKenzie hasta el estallido de la Guerra de Secesión. El conflicto, al arruinar la economía sureña, acabó con muchas fortunas, incluida la de los McKenzie. Sus miembros se dispersaron buscando subsistencia, y Rosalie se trasladó a Baltimore en busca de la caridad de sus parientes paternos. Cuando se hartaron de cargar con ella, quedó abandonada a sus expensas. Incapacitada por su carácter y educación, una dama jamás debía rebajarse a trabajos físicos, intentó emplearse como ama de llaves y caminaba por las calles de la ciudad vendiendo copias de las fotos de su famoso hermano y supuestos recuerdos suyos. También recibió limosnas de admiradores de la obra de su hermano.
Finalmente, se trasladó a un albergue de caridad en Washington D. C., donde murió el 21 de julio de 1874 de lo que fue descrito como «inflamación de estómago». Su funeral y sepultura fueron pagados por admiradores del autor. En su lápida, su año de nacimiento consta incorrectamente como 1812, un año después del fallecimiento de su madre.